# Muzikál na ledě
Muzikál na ledě je syntézou činohry, hudby, zpěvu, tance, krasobruslení a má svůj nosný příběh, dramaturgii, scénu a děj (čímž se liší od ledních revue, kde předvádějí krasobruslaři na reprodukovanou nebo živou hudbu pouze svá taneční anebo akrobatická čísla v různých podobách).
Autorem této inscenační formy muzikál na ledě je český scenárista a režisér Jindřich Šimek, který v tomto žánru zrealizoval již tři autorská díla:
- pohádkový muzikál na ledě Mrazík
- romantický muzikál na ledě Romeo a Julie
- kouzelný muzikál na ledě Popelka[2]